# Araripesaurus
Araripesaurus foi um pterossauro pertencente à subordem Pterodactyloidea, foi descoberto na Formação Romualdo do Grupo Santana no nordeste do Brasil, que remonta aos andares Aptiano e Albiano do Cretáceo Inferior. A espécie-tipo é denominada A. castilhoi.

## Descoberta
O gênero foi nomeado em 1971 pelo paleontólogo brasileiro Llewellyn Ivor Price. A espécie-tipo é Araripessauro castilhoi. O nome do gênero refere-se a Chapada do Araripe. O nome específico homenageia o colecionador Moacir Marques de Castilho, que em 1966 doou o nódulo de giz contendo o fóssil. O holótipo, DNPM (DGM 529-R), consiste em uma asa parcial, incluindo fragmentos distais do rádio e ulna, carpos, todos os metacarpos e vários dígitos. O espécime era um subadulto. Sua envergadura foi estimada em 2,2 metros.[2] Dois outros espécimes possíveis são conhecidos; ambos consistem em fragmentos de asas e são aproximadamente um terço maiores que o holótipo, e foram referidos ao gênero por Price.
Em 1985, Peter Wellnhofer nomeou uma segunda espécie, Araripesaurus santanae; esta e duas sem nome Araripesaurus sp. indicados por Wellhofer, foram em 1990 por Kellner transferidos para o gênero Anhanguera como Anhanguera santanae.

## Classificação
Price colocou o Araripesaurus no Ornithocheiridae. O Araripesaurus foi o primeiro pterossauro conhecido da então Formação Santana, hoje Formação Romualdo. Mais tarde, outras espécies foram nomeadas a partir de restos mais completos e isso levantou a questão de saber se eles poderiam ser idênticos ao Araripesaurus. Em 1991, o pesquisador Alexander Kellner concluiu que o Araripesaurus era idêntico ao Santanadactylus e que, devido à falta de características distintivas, só poderia ser classificado de maneira mais geral como um pterodactilóide. Em 2000 Kellner reavaliou o gênero e concluiu que justamente por essa falta de autapomorfias (caracteres únicos), não poderia ser sinonimizado com Santanadactylus e deu sua posição após uma análise cladística tão próxima de Anhangueridae, mais derivada que Istiodactylus. Kellner também indicou que o Araripesaurus se assemelhava ao Anhanguera piscator em morfologia, embora consideravelmente menor.